# 천수국만다라수장
천수국만다라수장(天壽國曼茶羅繡帳)은 622년에 일본 쇼토쿠 태자가 죽자 그의 비인 다치바나(橘大女郎)의 요청으로 만들어진 작품으로, 그의 명복을 빌며 그의 극락왕생하기를 염원하면서 제작되었다.